# 5-Beta-holestan-3-alfa,7-alfa-diol 12-alfa-hidroksilaza
5-Beta-holestan-3-alfa,7-alfa-diol 12-alfa-hidroksilaza (EC 1.14.13.96, 5beta-holestan-3alfa,7alfa-diol 12alfa-monooksigenaza, sterol 12alfa-hidroksilaza (nespecifična), CYP8B1, citohrom P450 8B1) je enzim sa sistematskim imenom 5beta-holestan-3alfa,7alfa-diol,NADPH:kiseonik oksidoreduktaza (12alfa-hidroksilacija). Ovaj enzim katalizuje sledeću hemijsku reakciju
5beta-holestan-3alfa,7alfa-diol + NADPH + H+ + O2 {\displaystyle \rightleftharpoons } 5beta-holestan-3alfa,7alfa,12alfa-triol + NADP+ +2O
Ovaj enzim je hem-tiolatni protein (P-450). On je ključni enzim u biosintezi žučne holinske kiselina (3alfa,7alfa,12alfa-trihidroksi-5beta-holanoinska kiselina).

## Literatura
- Nicholas C. Price; Lewis Stevens (1999). Fundamentals of Enzymology: The Cell and Molecular Biology of Catalytic Proteins (Third изд.). USA: Oxford University Press. ISBN 019850229X.
- Eric J. Toone (2006). Advances in Enzymology and Related Areas of Molecular Biology, Protein Evolution (Volume 75 изд.). Wiley-Interscience. ISBN 0471205036.
- Branden C; Tooze J. Introduction to Protein Structure. New York, NY: Garland Publishing. ISBN 0-8153-2305-0.
- Irwin H. Segel. Enzyme Kinetics: Behavior and Analysis of Rapid Equilibrium and Steady-State Enzyme Systems (Book 44 изд.). Wiley Classics Library. ISBN 0471303097.

## Spoljašnje veze
- 5beta-cholestane-3alpha,7alpha-diol+12alpha-hydroxylase на 